# 田中いっこう
田中 いっこう（たなか いっこう、本名：田中 一幸、1951年4月20日 - ）は、日本の洋画家。女子美術大学教授。国画会会員。

## 来歴
滋賀県栗田郡瀬田町南大萱（現・大津市大萱）生まれ。滋賀県立大津高等学校、東京芸術大学美術学部絵画科卒。東京芸術大学大学院美術研究科油画専攻修士課程修了。東京芸術大学美術学部助手を経てベルリン芸術大学へ留学。1985年ベルリン芸術大学マイスターシューラー修了。1996年から女子美術大学芸術学部絵画専攻教授。

## 主な受賞歴
- 国画会国画賞（1979年）
- 国画会会友優作賞（1988年）
- サントリー賞（1988年）